# Bryostreimannia turgida
Bryostreimannia turgida là một loài Rêu trong họ Brachytheciaceae. Loài này được (Ochyra) Ochyra mô tả khoa học đầu tiên năm 1991.